# 아레날 화산 국립공원

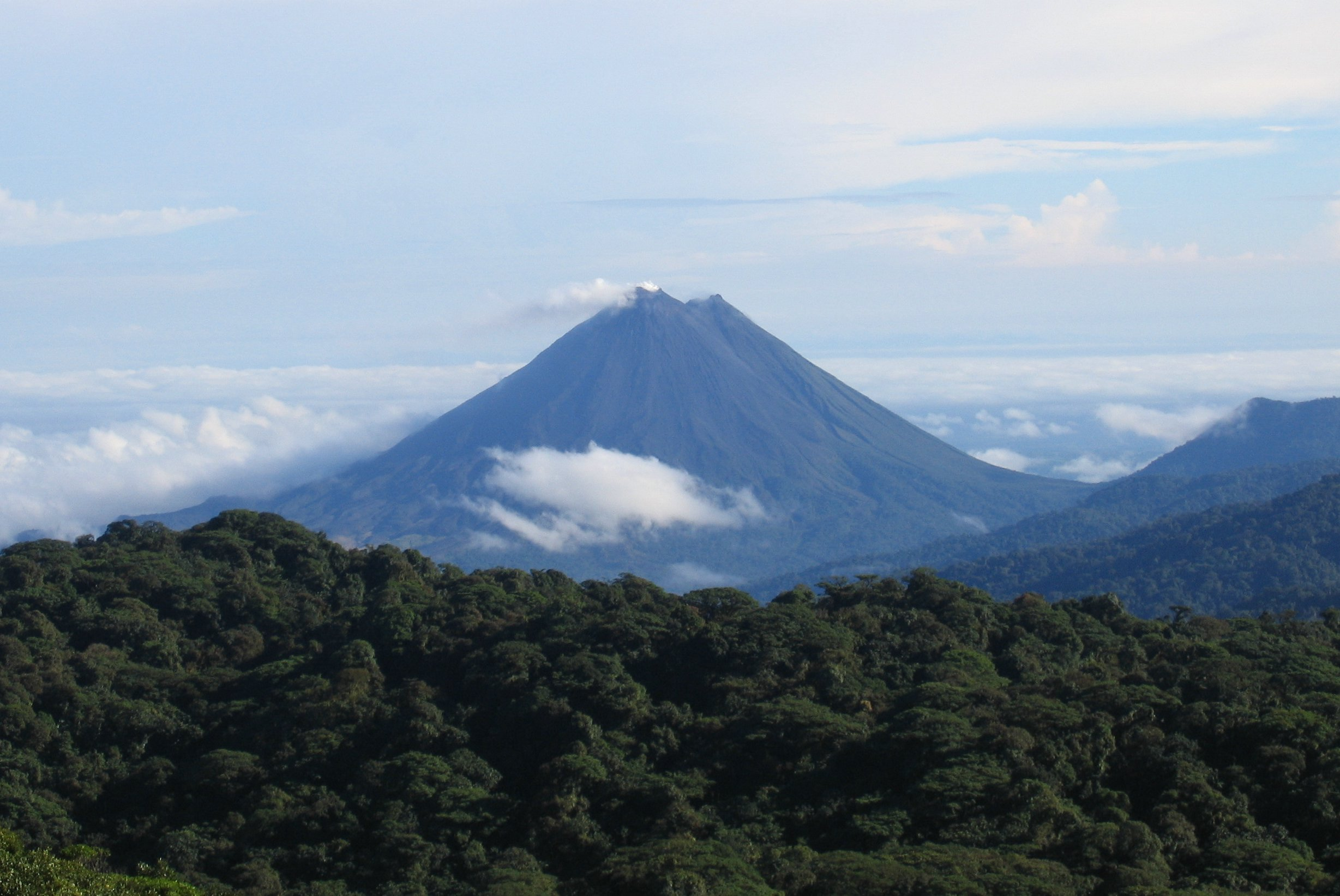

아레날 화산 국립공원(스페인어: Parque Nacional Volcán Arenal)은 코스타리카의 아레날 화산과 차토 화산, 그리고 아레날 호에 지정되어있는 화산 국립공원으로, 사람들이 많이 방문한다.
그 중 아레날 화산은 매우 활동적인 반면, 차토 화산은 그렇지 않다. 이곳은 아름다운 경치를 맛볼 수 있으며, 아레날 화산의 활동도 직접 볼 수 있다. 화산이 분화했을 때에는 출입이 통제된다.